# Maurice Fréchard
 (août 2021).
Pour les articles homonymes, voir Fréchard.
Maurice Lucien Fréchard, né le 3 juillet 1928 à Nancy (Meurthe-et-Moselle) et mort le 27 août 2023 à Chevilly-Larue (Val-de-Marne), est un évêque catholique français, spiritain et archevêque émérite d'Auch, Condom, Lectoure et Lombez de 1996 à 2004.

## Biographie

### Formation
Après son noviciat chez les spiritains, Maurice Fréchard poursuit sa formation à Rome où il obtient une licence de théologie à l'Université pontificale grégorienne en 1956. 
Par la suite, il complétera sa formation de 1964 à 1966 à l'Institut supérieur de liturgie de l'Institut catholique de Paris. 

### Principaux ministères

#### Prêtre
Maurice Fréchard est ordonné prêtre à 27 ans le 3 juillet 1955 pour la Congrégation du Saint-Esprit (Spiritains).
Il consacre l'essentiel de son ministère à la formation des prêtres. Il est ainsi professeur au séminaire des spiritains à La Croix-Valmer de 1956 à 1963, puis à celui de Chevilly-Larue jusqu'en 1969. On le retrouve recteur et supérieur du séminaire français de Rome de 1982 à 1994, puis directeur spirituel à la maison Saint-Augustin du séminaire de Paris de 1994 à 1995.

#### Évêque
Nommé archevêque métropolitain d'Auch, Condom, Lectoure et Lombez le 6 septembre 1996 pour succéder à Gabriel Vanel, Maurice Fréchard est consacré le 27 octobre 1996 suivant par Émile Marcus, archevêque-coadjuteur de Toulouse. Il est le dernier archevêque métropolitain d'Auch, et reçoit le pallium en la Basilique vaticane des mains du pape Jean-Paul II le 29 juin 1997. Le diocèse d'Auch a en effet cessé d'être un archidiocèse métropolitain le 8 décembre 2002.
Il se retire le 21 décembre 2004, remplacé par Maurice Gardès, et est jusqu'en août 2007 archevêque-recteur du Sacré-Cœur de Montmartre à Paris.
Maurice Fréchard se retire à la maison de retraite de la congrégation du Saint-Esprit sur le site du Séminaire des Missions à Chevilly-Larue.
En 2007, il préside les funérailles de Lucien Deiss, spiritain, compositeur de très nombreux chants liturgiques. Maurice Fréchard fut son soliste.
Il est aumônier de la maison de retraite Africa à Nogent-sur-Marne de 2008 à 2013.

### Décès
Maurice Fréchard meurt à Chevilly-Larue le 27 août 2023,.